# Championnat de Turquie de football 1978-1979
Navigation
Saison précédente Saison suivante
La saison 1978-1979 du Championnat de Turquie de football est la 21e édition de la première division turque, la 1. Turkiye Lig. Les 16 équipes sont regroupées au sein d'une poule unique, où chaque équipe affronte tous les adversaires de sa poule 2 fois, à domicile et à l'extérieur. À partir de cette saison, ce sont les 3 derniers du classement qui sont relégués en 2. Lig.
Trabzonspor termine en tête du championnat cette année. C'est le 3e titre de champion de son histoire en 4 saisons.

## Les 16 clubs participants
| - Galatasaray - Diyarbakirspor - MKE Kirikkalespor - Promu de D2 - Boluspor - Adana Demirspor - Eskisehirspor - Altay SK - Bursaspor | - Fenerbahce SK - Besiktas JK - Göztepe Izmir - Promu de D2 - Samsunspor - Trabzonspor - Zonguldakspor - Orduspor - Adanaspor AS |

## Compétition

### Classement
Le barème de points servant à établir le classement se décompose ainsi :
- Victoire : 2 points
- Match nul : 1 point
- Défaite : 0 point

| Rang | Équipe                | Pts | J  | G  | N  | P  | Bp | Bc | Diff |
| ---- | --------------------- | --- | -- | -- | -- | -- | -- | -- | ---- |
| 1.   | Trabzonspor           | 42  | 30 | 13 | 16 | 1  | 34 | 7  | +27  |
| 2.   | Galatasaray SK        | 41  | 30 | 17 | 7  | 6  | 47 | 17 | +30  |
| 3.   | Fenerbahçe SK (T) (C) | 38  | 30 | 15 | 8  | 7  | 41 | 23 | +18  |
| 4.   | Orduspor              | 34  | 30 | 13 | 8  | 9  | 31 | 27 | +4   |
| 5.   | Diyarbakırspor        | 32  | 30 | 13 | 6  | 11 | 26 | 31 | -5   |
| 6.   | Altay Izmir           | 31  | 30 | 10 | 11 | 9  | 37 | 29 | +8   |
| 7.   | Eskisehirspor         | 31  | 30 | 10 | 11 | 9  | 26 | 24 | +2   |
| 8.   | Zonguldakspor         | 29  | 30 | 11 | 7  | 12 | 28 | 24 | +4   |
| 9.   | Beşiktaş JK           | 29  | 30 | 10 | 9  | 11 | 33 | 32 | +1   |
| 10.  | Göztepe Izmir (P)     | 28  | 30 | 9  | 10 | 11 | 30 | 41 | -11  |
| 11.  | Adanaspor AS          | 27  | 30 | 8  | 11 | 11 | 33 | 33 | 0    |
| 12.  | Bursaspor             | 27  | 30 | 7  | 13 | 10 | 25 | 33 | -8   |
| 13.  | Adana Demirspor       | 27  | 30 | 9  | 9  | 12 | 23 | 32 | -9   |
| 14.  | Boluspor              | 26  | 30 | 9  | 8  | 13 | 33 | 32 | +1   |
| 15.  | Samsunspor            | 20  | 30 | 6  | 8  | 16 | 18 | 37 | -19  |
| 16.  | MKE Kirikkalespor (P) | 18  | 30 | 5  | 8  | 17 | 21 | 64 | -43  |

|  | Qualifié pour la Coupe des clubs champions 1979-1980 |
|  | Qualifié pour la Coupe des Coupes 1979-1980          |
|  | Qualifié pour la Coupe UEFA 1979-1980                |
|  | Relégation en 2. Lig                                 |

## Bilan de la saison
| Tableau d'Honneur                  |               |
| Compétition                        | Vainqueur     |
| Championnat de Turquie de football | Trabzonspor   |
| Coupe de Turquie                   | Fenerbahce SK |

| Qualifications européennes                    |                         |
| Coupe des clubs champions européens 1979-1980 | Qualifié                |
| Premier tour                                  | Trabzonspor             |
| Coupe des Coupes 1979-1980                    | Qualifié                |
| Premier tour                                  | Fenerbahce SK           |
| Coupe UEFA 1979-1980                          | Qualifié                |
| Premier tour                                  | Galatasaray SK Orduspor |

| Promotion et relégation |                                       |
| Relégués en 2e division | Boluspor Samsunspor MKE Kirikkalespor |
| Promus en Super Lig     | Rizespor Gaziantep SK Kayserispor     |